# Eremochelis coloradensis
Espèce
Synonymes
- Therobates coloradensis Muma, 1962

Eremochelis coloradensis est une espèce de solifuges de la famille des Eremobatidae.

## Distribution
Cette espèce est endémique d'Arizona aux États-Unis,. Elle se rencontre dans le comté de Mohave.

## Description
La femelle holotype mesure 22,0 mm.

## Étymologie
Son nom d'espèce, composé de colorad[o] et du suffixe latin -ensis, « qui vit dans, qui habite », lui a été donné en référence au lieu de sa découverte, le Grand Canyon du Colorado.

## Publication originale
- Muma, 1962 : The arachnid order Solpugida in the United States, Supplement 1. American Museum Novitates, no 2092, p. 1-44 (texte intégral).